# Dana International
Dana International (hebr. דנה אינטרנשיונל), właśc. Szaron Kohen (hebr. שרון כהן; ur. 2 lutego 1969 w Tel Awiwie) – izraelska piosenkarka i kompozytorka.
Zwyciężczyni 43. Konkursu Piosenki Eurowizji (1998), dwukrotna reprezentantka Izraela w konkursie (1998 i 2011).

## Życiorys
Urodziła się jako Jaron Kohen, drugie z trzech dzieci jemeńskich Żydów. W dzieciństwie uczęszczała do szkoły muzycznej w Tel Awiwie. W wieku 11 lat zobaczyła występ legendarnej izraelskiej piosenkarki Ofry Hazy podczas 28. Konkursu Piosenki Eurowizji, co pobudziło w niej chęć bycia piosenkarką. Mając 13 lat, odkryła, że jest transpłciowa, a w 1993 poddała się operacji korekty płci w Londynie i oficjalnie zmieniła imię Jaron na Szaron.
Kiedy miała 16 lat, zaczęła zarabiać na życie, występując w klubach nocnych jako drag queen. Podczas jednego z występów w 1988 poznała izraelskiego DJ-a Ofera Nisima, który zaproponował jej występ w swoim show. Zadebiutowała występem pod pseudonimem Saida Sultana w programie scenicznym Le La Lu. Z czasem zmieniła pseudonim na Dana International. W 1993, po przejściu operacji korekty płci wydała debiutancki album studyjny pt. Danna International, który ukazał się m.in. w Grecji i Egipcie. W 1994 wydała album pt. Umpatampa, który osiągnął status platynowej płyty w kraju, a także została okrzyknięta „artystką roku” w Izraelu.

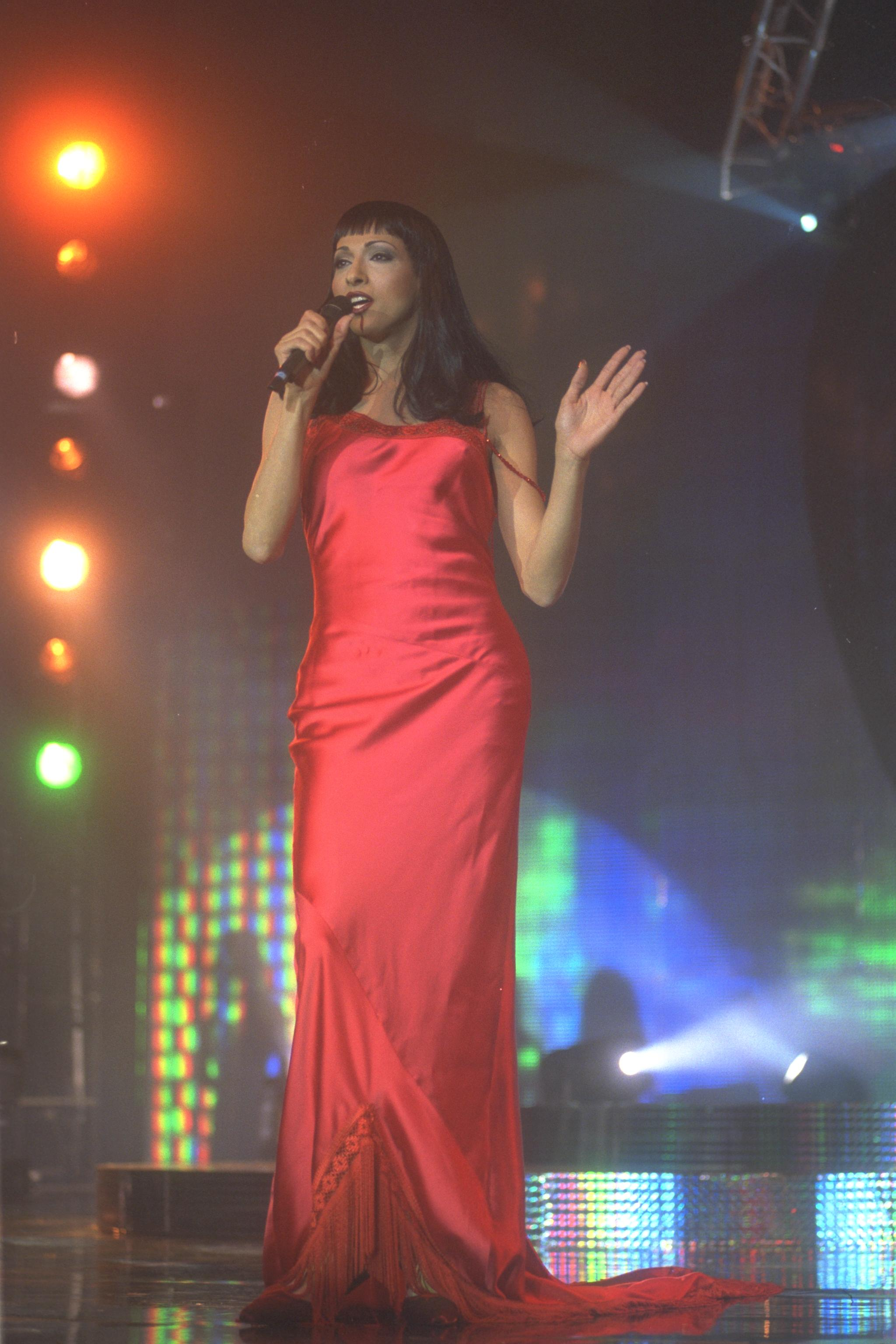
Dana International podczas występu na ceremonii Miss Israel 1998

W 1995 z piosenką „Layla Tov, Europa” zajęła drugie miejsce w programie Kdam, wyłaniającym reprezentanta Izraela w 40. Konkursie Piosenki Eurowizji. W 1997 wydała album pt. Maganuna, za którego sprzedaż otrzymała status złotej płyty, a także podjęła współpracę z Eranem Zurem, czego efektem był wspólnie nagrany utwór „Shir Kdam-Shnati (Sex Acher)” z jego płyty pt. Ata Havera Sheli.
W 1998 została wybrana wewnętrznie przez krajową stację publiczną na reprezentantkę Izraela z piosenką „Diva” podczas 43. Konkursu Piosenki Eurowizji w Birmingham. Wybór telewizji został skrytykowany przez środowiska ortodoksyjnych Żydów i konserwatystów, które nie zgadzały się na wysłanie transpłciowej kobiety na konkurs. W maju zajęła pierwsze miejsce w finale Eurowizji po zdobyciu 172 punktów, w tym maksymalnych not 12 punktów z trzech krajów. Podczas występu wystąpiła w sukni projektu Galit Levy, a nagrodę odebrała w kreacji Jean-Paul Gaultiera, wartej 250 tys. dolarów.
W 1999 występem z piosenką Steviego Wondera „Free” uświetniła finał 44. Konkursu Piosenki Eurowizji w Jerozolimie, a także wręczyła statuetkę laureatce konkursu, Charlotte Nilsson – w trakcie przekazywania nagrody zasymulowała upadek, czym wywołała krajowy skandal. Również w 1999 wydała album pt. Free, na której znalazł się m.in. przebój „Diva”. W 2000 płyta ukazała się na japońskim rynku muzycznym (jako ディーヴァ). Kilka miesięcy później wydała płytę pt. Joter we joter (More and More). Również w 2000 premierę miał film dokumentarny pt. Lady D, opisujący życie Dany International.
W 2002 wydała swój ósmy album pt. HaHalom HaEfshari. W 2003 udostępniła w sklepach składankę ośmiu płyt zawierających wszystkie single z The Possible Dream i premierową, utrzymaną w stylu house wersję przeboju „Cinque Milla” – „A.lo.ra.lo.la”. Również w 2003 została zaproszona do udziału w projekcie braci Gibb „Gotta Get a Message to You”, na którym wykonała cover utworu Barbry Streisand „Woman in Love”. W 2005 wystąpiła w Kopenhadze podczas koncertu Gratulacje: 50 lat Konkursu Piosenki Eurowizji, w którego trakcie wykonała piosenkę Baccary „Parlez-vous Francais?”, a jej utwór „Diva” zajął 13. miejsce w plebiscycie na najlepszą piosenkę w historii Eurowizji.

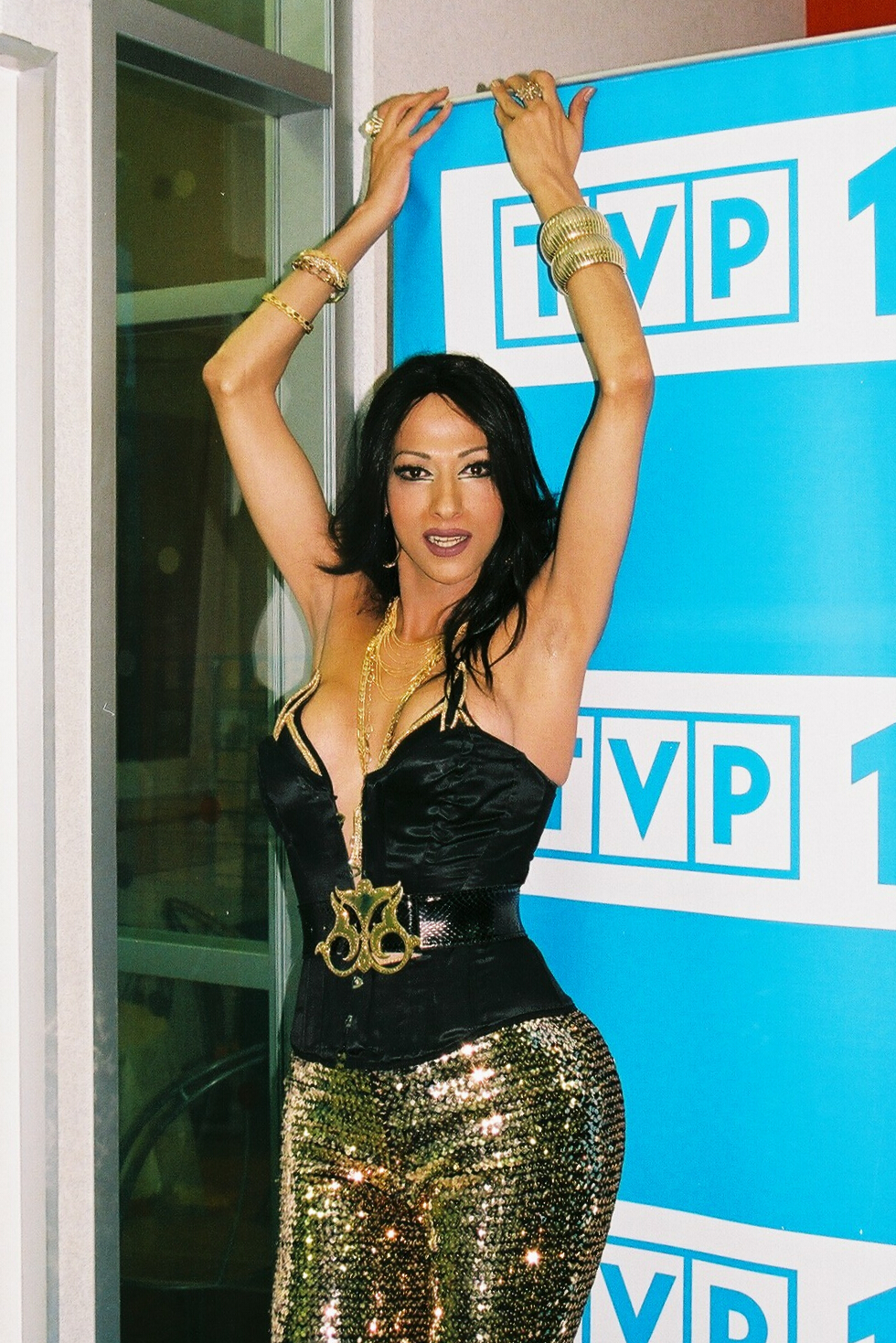
Dana International podczas pobytu w Polsce, 2007

W marcu 2007 wydała singiel „HaKol LeTova”, którym zapowiadała swój kolejny album. Drugim singlem z płyty została piosenka „Love Boy”, która stała się najczęściej granym utworem dekady w izraelskich rozgłośniach radiowych. Po premierze albumu pt. Hakol ze letova promowała go singlami: „At Muchana”, „Seret Hodi” (nagrany w duecie z Idanem Yanivm) i „Yom Huledet”. W 2008 była jurorką w siódmej edycji programu Kochaw nolad, izraelskiej wersji formatu Idol, a także napisała i skomponowała piosenkę „Ke’ilu kan”, z którą Boaz Mauda wygrał krajowe eliminacje eurowizyjne Kdam 2008, dzięki czemu została reprezentantką Izraela w 53. Konkursie Piosenki Eurowizji w Belgradzie – w finale konkursu zajęła dziewiąte miejsce.
W lutym 2011 z piosenką „Ding Dong” została ogłoszona jedną z finalistek programu Kdam 2011, wyłaniającego reprezentantka Izraela w 56. Konkursie Piosenki Eurowizji w Düsseldorfie. 8 marca wygrała w finale eliminacji. Przed występem na Eurowizji zorganizowała konkurs na jej sceniczną kreację wyłonioną spośród ośmiu projektów Jean-Paul Gaultiera. 12 maja wystąpiła w drugim półfinale konkursu i zajęła 15. miejsce, nie zdobywając awansu do finału, stając się tym samym pierwszą zwyciężczynią Eurowizji w historii, która zakończyła udział w konkursie na etapie półfinałowym.
W 2013, po dwóch latach przerwy, wydała dwa premierowe single: „Ma La'asot” i „Loca”. 31 marca 2015 wystąpiła gościnnie podczas specjalnego koncertu jubileuszowego Eurovision Song Contest’s Greatest Hits organizowanego w Londynie. W trakcie widowiska zaprezentowała utwór „Diva” oraz „Waterloo” wraz z pozostałymi uczestnikami koncertu. 15 grudnia 2019 wystąpiła z utworem „Diva” podczas eurowizyjnego koncertu Het Grote Songfestivalfeest w Rotterdamie.

### Proces o wizerunek
Na początku kwietnia 2001 wygrała sprawę sądową skierowaną przeciwko sieci komórkowej Bezeq, która bezprawnie wykorzystała jej wizerunek w kampanii reklamowej. W 2003 sąd przyznał piosenkarce wyłączne prawa autorskie do jej eurowizyjnego wizerunku.

## Dyskografia
| Rok  | Album                                                                       | Gatunek            | Sprzedaż | Certyfikat IFPI |
| ---- | --------------------------------------------------------------------------- | ------------------ | -------- | --------------- |
| 1993 | Danna International - Pierwszy studyjny album - Format: CD - Wydany: Izrael | pop                | 20 000   | Złoto           |
| 1994 | Umpatampa - Drugi studyjny album - Format: CD - Wydany: Izrael              | pop                | 50 000   | Platyna         |
| 1996 | Maganuna - Trzeci studyjny album - Format: CD - Wydany: Izrael              | pop, trance, dance | 30 000   | Złoto           |
| 1998 | Diva Ha-osef - Czwarty studyjny album - Format: CD - Wydany: Izrael         | dance, pop         | 600 000  | 5x platyna      |
| 1998 | The Album - Piąty studyjny album - Format: CD - Wydany: Europa              | pop, dance         | 400 000  | 3x platyna      |
| 1999 | Free - Szósty studyjny album - Format: CD - Wydany: Europa, Azja            | pop, dance         | 300 000  | 2x platyna      |
| 2001 | More & More - Siódmy studyjny album - Format: CD - Wydany: Izrael           | pop                | 35 000   | Złoto           |
| 2002 | The Possible Dream - Ósmy studyjny album - Format: CD - Wydany: Izrael      | pop, dance         | 50 000   | Platyna         |
| 2007 | All Is for Good - Dziewiąty studyjny album - Format: CD - Wydany: Izrael    | pop, dance         | 100 000  | 3x platyna      |